# 拉沙佩勒-圣塞皮尔克
拉沙佩勒-圣塞皮尔克（法語：La Chapelle-Saint-Sépulcre）是法国卢瓦雷省的一个市镇，位于该省东北部，属于蒙塔日区。该市镇总面积6.21平方公里，2009年时的人口为267人。

## 人口
拉沙佩勒-圣塞皮尔克人口变化图示